# هارون كرامر
هارون كرامر (بالإنجليزية: Aaron Kramer)‏ هو شاعر أمريكي، ولد في 13 ديسمبر 1921 في بروكلين في الولايات المتحدة، وتوفي في 7 أبريل 1997 في أوكدال في الولايات المتحدة.

## وصلات خارجية
- هارون كرامر على موقع ميوزك برينز (الإنجليزية)